# Olimpiada Fizyczna
Olimpiada Fizyczna – przedmiotowa olimpiada szkolna z zakresu fizyki, przeznaczonych dla uczniów szkół ponadgimnazjalnych. Jest organizowana od 1950 przez Polskie Towarzystwo Fizyczne. W chwili obecnej zawody odbywają się w trzech etapach: korespondencyjnym, okręgowym i ogólnopolskim. Pięciu najlepszych zawodników bierze udział w Międzynarodowej Olimpiadzie Fizycznej. Dawniej olimpiada składała się z czterech etapów: przedwstępnego, wstępnego, okręgowego i ogólnopolskiego.
Etap I ma formę korespondencyjną i składa się z dwóch części. W części I uczniowie rozwiązują 15 krótkich zadań teoretycznych, w części II – trzy z czterech dłuższe zadania teoretyczne oraz dwa wybrane z trzech zadania doświadczalne. Rozwiązania przesyłają do odpowiednich komitetów okręgowych olimpiady.
Etap II (okręgowy) jest podzielony na dwie części: teoretyczną, odbywającą się około 10 stycznia, kiedy rozwiązywane są trzy zadania teoretyczne, oraz doświadczalną, odbywającą się w ostatniej dekadzie lutego. Każda część odbywa się w ustalonym przez komitet okręgowy miejscu i trwa 4,5 godziny. Dopuszczenie do części doświadczalnej jest warunkowanie uzyskaniem odpowiednio wysokiego wyniku w części teoretycznej. Podyktowane jest to koniecznością przygotowania osobnego stanowiska eksperymentalnego dla każdego z uczestników części eksperymentalnej.
Etap III to zawody ogólnopolskie (finał), do których zostaje zakwalifikowanych około 60 osób. Odbywają się one w marcu lub kwietniu w Warszawie. Finał składa się z części teoretycznej (trzy zadania) oraz doświadczalnej trwających po 4,5 godziny. Po zawodach odbywają się wykłady i imprezy kulturalne i rekreacyjne, a następnie uroczyste zakończenie olimpiady.
Finaliści i laureaci olimpiady fizycznej są zwolnieni z egzaminu maturalnego z fizyki otrzymując za niego maksymalną liczbę punktów. Mają też zagwarantowaną najwyższą ocenę na świadectwie szkolnym.